# Biomphalaria tchadiensis
Biomphalaria tchadiensis е вид коремоного от семейство Planorbidae. Видът е застрашен от изчезване.

## Разпространение
Разпространен е в Камерун, Нигерия и Чад.